# The Doughboys (banda)
The Doughboys é uma banda de rock americana de Plainfield, Nova Jersey, Estados Unidos, que estavam ativos em meados da década de 1960 e reformaram em 2000. Eles estão ativos desde então e gravaram três álbuns de material recém-gravado desde o reencontro. 

## História

### Década de 1960
A banda originalmente se formou quando três membros do The Ascots, Richard X. Heyman (bateria), Mike Caruso (baixo) e Willy Kirchofer (guitarra) se juntaram a dois membros do The Apollos, Myke Scavone (vocal, harpa) e Mike Farina (violão). O grupo inicialmente manteve o nome, os Ascots. De 1965 a 1968, eles foram considerados a banda de topo no centro de Nova Jersey. Seu repertório consistia principalmente de capas de grupos como The Yardbirds, The Kinks, The Animals e The Rolling Stones. O grupo tocou danças na escola e abriu shows como Henny Youngman, Hassles (com Billy Joel) e Vagrants (com Leslie West). 
Em 1966, The Ascots apareceu no programa de televisão Disc-O-Teen de John Zacherle várias vezes competindo em uma batalha de um ano do concurso de bandas. Os Ascots venceram o concurso, e o primeiro prêmio foi um contrato de gravação com a Bell Records. Antes de fazer sua primeira gravação, o Ascots mudou seu nome para Doughboys. Os dois singles da banda, "Rhoda Mendelbaum" e "Everybody Knows My Name" (escritos por Bob Gaudio), foram produzidos pelos Jerome Brothers, que mais tarde produziriam The Left Banke. Ambos os singles foram lançados pela gravadora Bell Records, mas falharam nas paradas. Na mesma época, o grupo começou a se apresentar com uniformes "doughboy" da Primeira Guerra Mundial, comprados em uma loja de roupas vintage no East Village. 
Depois de lançar "Rhoda Mendelbaum", os Doughboys se apresentaram no fim de semana da WMCA Good Guys em Nova York com artistas como Neil Diamond, Fifth Dimension, Syndicate of Sound e Music Explosion. Por essa época, o grupo também abriu um show para The Beach Boys e The Buckinghams. The Doughboys havia desenvolvido uma grande final para seus shows, que consistia em uma empolgante versão de "Bo Diddley", onde Heyman e Scavone colocavam timbres na frente do palco e os tocavam ferozmente usando maracas em vez de baquetas. Quando a música alcançava seu clímax, os dois Doughboys pegavam seu tom de chão e os juntavam no ar para um final dramático do show. No dia do show de Beach Boy/Buckingham, o grupo percebeu que havia esquecido de trazer um de seus timbres do chão junto com eles. Depois de pedir aos Buckinghams que emprestem um tom de chão e serem recusados, o grupo perguntou aos Beach Boys, que concordaram. Durante o final dos Doughboys, o Beach Boy Dennis Wilson viu seu chão andar sendo montado como um cavalo por Myke Scavone. Furioso, Wilson subiu ao palco, enfrentou Scavone, e o set terminou com Scavone e Wilson trocando socos na frente de uma platéia chocada. Mais tarde, Wilson pediu desculpas e admitiu que estava chateado porque seu irmão, Carl, estava prestes a ser preso por evasão. 
Em 1967, o grupo decidiu abandonar o violão da sua formação e demitiu Mike Farina. Em 1968, com o aumento da popularidade de grupos como Cream e Jimi Hendrix Experience, os Doughboys retiraram Myke Scavone do grupo e se concentraram em tocar longas músicas instrumentais. No verão de 1968, The Doughboys de três homens era a banda do famoso Cafe Wha? em Greenwich Village. No final de 1968, os Doughboys originais se separaram. 

### Desenvolvimentos posteriores
Post-Doughboys, Scavone, Caruso e Heyman tocaram brevemente juntos em Cool Heat em 1969. Kirchofer brincou com Jake e as jóias da família. Kirchofer e Heyman foram reunidos brevemente na Banda Quinaimes em 1973. Scavone trabalhou brevemente com Bo Gentry e Richie Cordell, lançou dois singles na Epic Records como artista solo, cantou vocais de fundo em um álbum de Ben Vereen, e trabalhou como baterista dos produtores Kasenetz e Katz. 
Richard X Heyman tocou bateria para artistas como Link Wray e Brian Wilson. Com a força de um álbum auto-lançado, Living Room, Seymour Stein assinou Heyman para um acordo com a Sire Records/Warner Bros. Registros onde ele gravou como Richard X Heyman. Heyman continua a gravar como artista solo. 
Myke Scavone acabaria por liderar o grupo, Ram Jam, que teve um sucesso com a música "Black Betty". Embora Scavone não estivesse gravando a música, ele foi recrutado para liderar o grupo logo após o lançamento e aparece em um vídeo da música. Em 2015, Scavone foi recrutado para tocar gaita, percussão e backing vocal com seus heróis de longa data, os Yardbirds. Ele continua em turnê com eles em 2016. Mike Caruso trabalhou como baixista de Kenny Laguna e Bo Gentry. Willy Kirchofer continuou a tocar com bandas na área central de Nova Jersey. Mike Farina mudou-se para a Califórnia, onde entrou na produção televisiva. 

### Reunião
Em 2000, no aniversário de Richard X Heyman, sua esposa Nancy organizou uma reunião surpresa dos Doughboys. Com Myke Scavone cuidando da bateria nos ensaios, ele, Mike Caruso e Willy Kirchofer elaboraram um grupo de músicas com base em seu antigo repertório. Mike Farina estava morando na Califórnia e não pôde participar. O show "surpresa" correu tão bem que o grupo novamente começou a tocar no Central New Jersey e Nova York. Em 2005, Willy Kirchofer morreu. Depois de muita consideração, a banda adicionou o guitarrista Gar Francis. Gar Francis também era de Plainfield, Nova Jersey e, apesar de alguns anos mais jovem, ouvira e admirava os Doughboys mais velhos quando estava no ensino médio. Gar Francis tocou com Kirchofer e também fez sessões de trabalho, principalmente tocando guitarra na versão de Billy Idol de "Mony, Mony". Gar Francis é um compositor prolífico, que também tem uma carreira solo tocando como Plainfield Slim e havia lançado dois álbuns completos antes como Plainfield Slim; Outra Mula In The Barn e como Plainfield Slim & The Groundhawgs; Quando o diabo chega em casa . A seu pedido, a banda começou a incorporar um número crescente de músicas originais em seus shows. Canções escritas por Gar Francis, Gar Francis e Myke Scavone, e por Richard X. Heyman, que também é um compositor prolífico, tornou-se cada vez mais grampo dos sets ao vivo da banda e se tornou o favorito da multidão. 
The Doughboys lançou sua primeira gravação completa, Is It Now? em novembro de 2007. O CD era uma mistura de músicas cover da encarnação do grupo dos anos 60 e originais escritos por Gar Francis, Richard X. Heyman e Myke Scavone. Willy Kirchofer também apareceu, postumamente, em algumas das músicas cover, usando faixas de guitarra que ele havia gravado com o grupo enquanto ainda estava vivo. Duas músicas do CD, "Black Sheep", e "Out Of The Night" receberam extensa exibição na estação de rádio Underground Garage de Little Steven Van Zandt. "Black Sheep" foi finalmente escolhido como o No. 2 Canção mais legal de 2008 pelos ouvintes da estação. O CD recebeu críticas fortes em publicações como USA Today, Performing Songwriter e Goldmine. O grupo continuou a tocar ao vivo, liderando locais como o Stone Pony e abrindo para grupos como The Pretenders, Catpower e Robin Trower. 
Em janeiro de 2010, o grupo lançou sua segunda gravação completa, Act Your Rage. O CD apresentava principalmente músicas originais, novamente escritas por Gar Francis, Richard X. Heyman e Myke Scavone. A guitarra de Kirchofer foi novamente apresentada na capa de "It's Alright". O primeiro single, "I'm Not Your Man", foi escolhido como o No. 3 A música mais legal de 2009 pelos ouvintes do Underground Garage de Little Steven e o segundo single, "Why Can't She See Me?", Foi escolhida como a primeira música mais legal do mundo nesta semana em 2010 pela emissora.
Em 17 de outubro de 2010 - para marcar uma década inteira juntos - os Doughboys fizeram um cenário para um grupo seleto de amigos e fãs no Arlene Grocery, em Nova York (local de seu primeiro show em 2000), que foi capturado por o diretor de fotografia Rob Adams e o produtor / engenheiro Kurt Reil. O pacote de DVD / CD resultante foi o Rock N 'Raw - um documentário desse show, acompanhado por entrevistas com a banda e imagens de arquivo. Os extras do DVD incluem entrevistas com figuras importantes da história dos The Doughboys, como John Zacherle (o "Cool Ghoul") e clipes dos The Doughboys percorrendo seu território natal em Plainfield, Nova Jersey, e revisitando locais de rock'n'roll em Nova York Cidade, como o Café Wha? na MacDougall Street, onde eles eram a banda da casa no verão de 1968. 
Em novembro de 2012, o The Doughboys lançou seu terceiro álbum de estúdio, Shakin 'Our Souls. A faixa "It's A Cryin 'Shame" foi nomeada "música mais legal do mundo" no Sirius / XM Underground Garage. O álbum conta com performances de Mark Lindsay (de Paul Revere & The Raiders) e Genya Ravan. É o primeiro lançamento do Doughboys a mostrar apenas o material original, escrito por Richard X. Heyman, Gar Francis e Myke Scavone. O álbum foi recebido calorosamente pelo rádio e pela imprensa, com o guitarrista de Springsteen e o homenageado do Underground Garage, Little Steven Van Zandt, o nomeando seu álbum favorito em todo o ano de 2012.

## Membros da banda

### Membros atuais
- Richard X. Heyman - bateria (1965–1968, 2000 - presente)
- Myke Scavone - vocal, harmônica, percussão (1965-1968, 2000 - presente)
- Mike Caruso - baixo (1965-1968, 2000 - presente)
- Gar Francis - guitarra principal (2005-presente)

### Membros antigos
- Willy Kirchofer - guitarra (1965–1968, 2000–2005)
- Mike Farina - guitarra rítmica (1965–1967)

## Discografia

### Álbuns de estúdio
| Ano  | Álbum             |
| ---- | ----------------- |
| 2007 | Is It Now?        |
| 2010 | Act Your Rage     |
| 2012 | Shakin' Our Souls |
| 2015 | Hot Beat Stew     |

### Álbuns ao vivo
| Ano  | Álbum       |
| ---- | ----------- |
| 2011 | Rock N 'Raw |